# Lac à la Loutre (Rivière-aux-Outardes)
Pour les articles homonymes, voir Loutre (homonymie).
Le lac à la Loutre est un plan d'eau douce du bassin versant de la rivière aux Anglais, situé dans le territoire non organisé de Rivière-aux-Outardes, dans la municipalité régionale de comté de Manicouagan sur la Côte-Nord, dans la province de Québec, au Canada.
Les environs du lac à la Loutre sont desservis par quelques routes forestières se connectant par le sud au chemin de la rivière aux Anglais.
La sylviculture et l'hydro-électricité constituent la principale activité économique autour du lac.

## Géographie
Le lac à la Loutre est situé dans le territoire non organisé de Rivière-aux-Outardes, au nord de la ville de Baie-Comeau. Ce lac s'avère le principal plan d'eau de tête du versant de la rivière aux Anglais. Le lac à la Loutre comporte une longueur de 8,0 km, une largeur maximale de 1,4 km et une altitude de 304 m.
À partir de l'embouchure du lac à la Loutre, le courant descend sur 65 km généralement vers le sud-est, en suivant le cours de la rivière aux Anglais, notamment en passant en fin de segment du côté nord d'un secteur industriel de la partie Est de Baie-Comeau, pour se déverser sur la rive ouest de la Baie aux Anglais, sur la rive nord de l'estuaire du Saint-Laurent.

## Toponyme
Le toponyme « lac à la Loutre » a été officialisé le 5 décembre 1968 à la Banque des noms de lieux de la Commission de toponymie du Québec.